# Ghosts I-IV
Ghosts I-IV je šesté studiové album americké hudební skupiny Nine Inch Nails. Vedle frontmana skupiny Trenta Reznora se na albu podíleli ještě Atticus Ross a Alan Moulder. V různých skladbách pak hráli Alessandro Cortini, Adrian Belew, a Brian Viglione. Album vyšlo v roce 2008 u vydavatelství The Null Corporation.

## Seznam skladeb
Autory všech skladeb jsou Trent Reznor a Atticus Ross, mimo uvedených výjimek.
Ghosts I
1. „1 Ghosts I“ – 2:48
2. „2 Ghosts I“ – 3:16
3. „3 Ghosts I“ – 3:51
4. „4 Ghosts I“ – 2:13 (Alessandro Cortini, Reznor, Ross)
5. „5 Ghosts I“ – 2:51
6. „6 Ghosts I“ – 4:18
7. „7 Ghosts I“ – 2:00
8. „8 Ghosts I“ – 2:56
9. „9 Ghosts I“ – 2:47

Ghosts II
1. „10 Ghosts II“ – 2:42
2. „11 Ghosts II“ – 2:17 (Cortini, Reznor, Ross)
3. „12 Ghosts II“ – 2:17
4. „13 Ghosts II“ – 3:13
5. „14 Ghosts II“ – 3:05
6. „15 Ghosts II“ – 1:53
7. „16 Ghosts II“ – 2:30
8. „17 Ghosts II“ – 2:13 (Cortini, Reznor, Ross)
9. „18 Ghosts II“ – 5:22

Ghosts III
1. „19 Ghosts III“ – 2:11 (Cortini, Reznor, Ross, Brian Viglione)
2. „20 Ghosts III“ – 3:39
3. „21 Ghosts III“ – 2:54
4. „22 Ghosts III“ – 2:31 (Cortini, Reznor, Ross, Viglione)
5. „23 Ghosts III“ – 2:43
6. „24 Ghosts III“ – 2:39
7. „25 Ghosts III“ – 1:58 (Adrian Belew, Reznor, Ross)
8. „26 Ghosts III“ – 2:25
9. „27 Ghosts III“ – 2:51 (Belew, Reznor, Ross)

Ghosts IV
1. „28 Ghosts IV“ – 5:22
2. „29 Ghosts IV“ – 2:54 (Cortini, Reznor, Ross)
3. „30 Ghosts IV“ – 2:58
4. „31 Ghosts IV“ – 2:25
5. „32 Ghosts IV“ − 4:25
6. „33 Ghosts IV“ – 4:01 (Cortini, Reznor, Ross)
7. „34 Ghosts IV“ – 5:52
8. „35 Ghosts IV“ – 3:29
9. „36 Ghosts IV“ – 2:19

## Obsazení
- Trent Reznor
- Atticus Ross
- Alan Moulder
- Alessandro Cortini – kytara (4, 11, 17, 20, 24, 28), baskytara (4), dulcimer (22), elektronické efekty (19, 22, 29, 33)
- Adrian Belew – kytara (3, 4, 7, 10–11, 14, 16, 21, 25, 27, 31, 32, 35), elektronické efekty (25), marimba (30)
- Brian Viglione – bicí (19, 22)